# 肥薩火山群
肥薩火山群（ひさつかざんぐん）は、熊本県、鹿児島県、宮崎県の境界部付近に広がる火山群から成る山地である。中心付近の山塊は国見山地（くにみさんち）とも呼ばれ、九州山地の一部とされることもある。前期鮮新世から前期更新世にかけて活動した古い火山の名残であり、活火山に指定された火山はない。火山噴出物は肥薩火山岩類と呼ばれる。

## 概要
後期中新世に九州南西部が隆起し陸化した後、地溝が形成されるとともに火山活動が始まった。火山噴出物のために現在の人吉盆地付近に堰止め湖（古人吉湖）が形成された。湯の児温泉、湯の鶴温泉、人吉温泉、湯之尾温泉、阿久根温泉など多くの温泉地を抱える。

## 西部
八代海に浮かぶ長島や出水平野西側に横たわる笠山などの山塊は安山岩から成る鮮新世に活動した溶岩ドーム群である。
- 矢岳 - 標高402メートル
- 笠山 - 標高394メートル

## 中部
出水市、水俣市、人吉市、および伊佐市に囲まれた地域に鮮新世から更新世にかけて活動した火山群がある。輝石安山岩や凝灰角礫岩から成り風化が進んでいるため崩れやすい。1997年（平成9年）には大規模な土石流災害（出水市針原地区土石流災害）が発生している。矢城山、大関山、鏡山は火山としての原形を留めている。水俣市内には良質の鱗珪石を含む鉱脈がある。
- 矢城山 - 標高686メートル
- 鬼岳 - 標高734メートル
- 大関山 - 標高901メートル
- 鏡山 - 標高720メートル
- 国見山 - 標高969メートル

## 東部
加久藤盆地の北西を囲むようにして鮮新世に活動した火山群が連なっており、加久藤カルデラの外輪山の様相を呈している。加久藤安山岩類と呼ばれる輝石安山岩から成る。火山活動の名残として熱水鉱床が形成されており、菱刈鉱山や大口鉱山など大規模な金鉱山が開発されている。
- 滝下山 - 標高785メートル
- 矢岳山 - 標高739メートル、山麓に矢岳高原が広がる。